# Steven Nelson
Steven Nelson (Warner Robins, 22 gennaio 1993) è un ex giocatore di football americano statunitense che ha militato nel ruolo di cornerback per nove stagioni nella National Football League (NFL).

## Biografia

### Kansas City Chiefs
Dopo avere giocato al college a football ad Oregon State, Nelson fu scelto nel corso del terzo giro (98º assoluto) del Draft NFL 2015 dai Kansas City Chiefs. Debuttò come professionista subentrando nella gara del quinto turno contro i Chicago Bears mettendo a segno un tackle. La sua stagione da rookie si concluse con 8 tackle in 12 presenze, nessuna delle quali come titolare.

### Pittsburgh Steelers
Il 14 marzo 2019 Nelson firmò un contratto triennale con i Pittsburgh Steelers.

### Philadelphia Eagles
Il 25 luglio 2021 Nelson firmò un contratto di un anno con i Philadelphia Eagles.

### Houston Texans
Il 14 aprile 2022 Nelson si trasferì agli Houston Texans. Nel primo turno dei playoff 2023-24 fece registrare un intercetto su Joe Flacco, ritornato per 82 yard, e tre passaggi deviati, nella vittoria sui Cleveland Browns.

### Ritiro
Il 10 giugno 2024 Nelson annunciò il suo ritiro dal football professionistico dopo nove stagioni.